# Cantó de Castres-Sud
El cantó de Castres-Sud és un cantó francès del departament del Tarn, a la regió d'Occitània. Està enquadrat al districte de Castres i compta només amb una part del municipi de Castres.

## Història
| Data d'elecció                           | Identitat         | Partit | Qualitat |
| ---------------------------------------- | ----------------- | ------ | -------- |
| 1982-1988                                | Georges Petit     | PS     |          |
| 1988-2001                                | Jacques Esclassan | PS     |          |
| 2001-2008                                | Nicole Jeanrot    | DL     |          |
| 2008-                                    | Christophe Testas | PS     |          |
| les dades anteriors no són pas conegudes |                   |        |          |
|                                          |                   |        |          |